# Blau-Weiß 90 Berlin (1992)
Blau-Weiß 90 Berlin (vollständiger Name: Sportliche Vereinigung Blau-Weiß 1890 e. V.) ist ein Sportverein aus dem Berliner Stadtteil Mariendorf. Der Verein wurde am 29. Juni 1992 als SV Blau Weiss Berlin als Nachfolger von Blau-Weiß 90 Berlin gegründet. Seit der außerordentlichen Mitgliederversammlung am 16. Juni 2015 trägt er seinen heutigen Namen.
Der Verein bietet die Sportarten Fußball und Handball an. Die erste Fußballmannschaft der Männer stieg 2018 in die Oberliga Nordost auf. Die erste Fußballmannschaft der Frauen spielt in der Verbandsliga Berlin und qualifizierte sich einmal für den DFB-Pokal. Heimspielstätte ist der Sportplatz an der Rathausstraße in Mariendorf.

## Geschichte

### Die Stammvereine
Der Verein geht auf die in den Jahren 1890 und 1892 gegründeten Vereine Vorwärts 90 Berlin und Union 92 Berlin zurück. Vorwärts 90 erreichte 1921 das Endspiel um die deutsche Fußballmeisterschaft 1920/21, das in Düsseldorf mit 0:5 gegen den 1. FC Nürnberg verloren wurde. Mit Walter Fritzsche, Georg Schumann, Albert Weber und Karl Wolter brachte Vorwärts vier deutsche Nationalspieler hervor. Union 92 wiederum wurde 1905 Deutscher Meister durch einen 2:0-Endspielsieg über den Karlsruher FV. Wie Fusionspartner Vorwärts 90 brachte Union 92 mit Paul Eichelmann, Otto Hantschick, Ernst Poetsch und Hans Ruch vier deutsche Nationalspieler hervor. Als beide Vereine in den 1920er Jahren nicht mehr an ihre Erfolge anknüpfen konnten, fusionierten die Klubs am 27. Juli 1927 zu Blau-Weiß 90 Berlin.
Blau-Weiß 90 erreichte 1939 und 1942 die Endrunde um die deutsche Meisterschaft und 1942 nach einem 4:0-Sieg über Kickers Offenbach den dritten Platz. Nach dem Zweiten Weltkrieg scheiterte Blau-Weiß 1974 in der Aufstiegsrunde zur Bundesliga und rutschte später bis in die Landesliga ab. Die Wende kam mit dem Einstieg des Werbekaufmanns Konrad Kropatschek, der mit einem dubiosen Finanzierungssystem den Verein zunächst nach oben brachte. Blau-Weiß 90 stieg 1984 in die 2. Bundesliga und zwei Jahre später gar in die Bundesliga auf. Nach dem direkten Wiederabstieg 1987 geriet der Verein in finanzielle Schieflage, und nach der Saison 1991/92 wurde ihm die Lizenz entzogen. Daraufhin meldete Blau-Weiß 90 Konkurs an, und der Verein wurde aufgelöst. Einen Tag später wurde der SV Blau Weiss gegründet, der laut Satzung keinen formalrechtlichen Bezug zu seinem Vorgänger hat.
Der neue Verein spielte bis 2019 auf dem Sportplatz an der Rathausstraße, den bereits die Vorgänger Union 92 bzw. Blau-Weiß 90 genutzt hatten. Von 2019 bis Ende 2021 wurden die Spiele der 1. Herren hauptsächlich im Volksparkstadion Mariendorf ausgetragen, einzelne Spiele fanden weiterhin an der Rathausstraße statt. Anfang 2022 kehrte die Mannschaft an die Rathausstraße zurück.

### Männer
Als neu gegründeter Verein mussten die Männer des SV Blau-Weiss in der Saison 1992/93 in der Kreisliga C starten. Vier Aufstiege in Folge brachten die Mariendorfer in die Landesliga, in der man 2001 Vizemeister hinter der zweiten Mannschaft des 1. FC Union Berlin wurde. Fünf Jahre später stieg der Verein in die Bezirksliga ab. Erst in der Saison 2012/13 gelang die Rückkehr in die Landesliga. Im Jahre 2014 übernahm der Immobilienkaufmann Michael Meister den Vereinsvorsitz und verpflichtete zahlreiche Spieler mit höherklassiger Erfahrung. Außerdem sorgte Meister im Juni 2015 für die Umbenennung des Vereins in Blau-Weiß 90 Berlin. Im Jahre 2016 schaffte die Mannschaft von Trainer Marco Gebhardt den Aufstieg in die Berlin-Liga. Ein Jahr später verkündete der Vereinspräsident Michael Meister ehrgeizige Pläne, nach denen der Verein in fünf Jahren in der Regionalliga Nordost spielen will. Um dieses Ziel zu erreichen, bildete sich eine dreiköpfige Investorengruppe, darunter ein ehemaliger Nationalspieler. Im Sommer 2018 folgte der Aufstieg in die Oberliga Nordost. Ein Durchmarsch in die Regionalliga blieb jedoch aus. Stattdessen schlossen Blau-Weiß 90 und Tasmania Berlin Ende 2022 eine Kooperation. Während Blau-Weiß 90 2023 in die Berlin-Liga zurückgezogen wurde, sollte für die Tasmania die Perspektive zur Regionalliga-Rückkehr geschaffen werden. Aus der Berlin-Liga stieg Blau-Weiß 90 schließlich 2024 in die Landesliga ab.
In der ewigen Tabelle der Berlin-Liga belegt Blau-Weiß 90 den 48. Platz.
| Saison  | Spielklasse | Liga                              | Position | Spiele | S  | U  | N  | Tore    | Differenz | Punkte | Pokal (Berlin)                                                                                      | Bemerkungen |
| ------- | ----------- | --------------------------------- | -------- | ------ | -- | -- | -- | ------- | --------- | ------ | --------------------------------------------------------------------------------------------------- | --- |
| 1992/93 | IX          | Kreisliga C ▲                     | 01/15    | 28     | 25 | 01 | 02 | 144:190 | +1250     | 51:50  | 1. Runde (3:4 gegen Spandauer BC 06)                                                                | Aufstieg / Staffelmeister Liga-System Umstrukturierung                                                             |
| 1993/94 | VIII        | Kreisliga B (Staffel 1) ▲         | 01/16    | 30     | 26 | 04 | 0  | 135:240 | +1110     | 56:40  | 2. Runde (4:5 n. E. gegen Wacker 04 Berlin)                                                         | Aufstieg / Staffelmeister                                                                                          |
| 1994/95 | VIII        | Kreisliga A (Staffel 3) ▲         | 02/16    | 30     | 19 | 07 | 04 | 86:36   | +50       | 45:15  | 4. Runde (1:2 n. V. gegen Berlin Hilalspor)                                                         | Aufstieg / Liga-System Umstrukturierung                                                                            |
| 1995/96 | VII         | Bezirksliga (Staffel 2) ▲         | 01/16    | 30     | 24 | 03 | 03 | 99:30   | +69       | 75     | 2. Runde (3:4 n. E. gegen Frohnauer SC)                                                             | Aufstieg / Staffelmeister                                                                                          |
| 1996/97 | VI          | Landesliga (Staffel 2)            | 13/16    | 30     | 09 | 05 | 16 | 52:60   | 0−8       | 32     | Achtelfinale (0:4 gegen 1. FC Union Berlin)                                                         | |
| 1997/98 | VI          | Landesliga (Staffel 1)            | 07/16    | 30     | 13 | 06 | 11 | 74:61   | +13       | 45     | 3. Runde (1:2 gegen Wacker Alemannia)                                                               | |
| 1998/99 | VI          | Landesliga (Staffel 1)            | 03/16    | 30     | 18 | 08 | 04 | 68:34   | +34       | 62     | 3. Runde (1:3 gegen FC Berlin)                                                                      | |
| 1999/00 | VI          | Landesliga (Staffel 1)            | 07/16    | 30     | 14 | 08 | 08 | 52:44   | 0+8       | 50     | 2. Runde (0:1 gegen SC Heiligensee)                                                                 | |
| 2000/01 | VI          | Landesliga (Staffel 1)            | 02/16    | 30     | 17 | 08 | 05 | 63:36   | +27       | 59     | -                                                                                                   | |
| 2001/02 | VI          | Landesliga (Staffel 1)            | 11/16    | 30     | 08 | 09 | 13 | 36:47   | -11       | 33     | -                                                                                                   | |
| 2002/03 | VI          | Landesliga (Staffel 1)            | 10/16    | 30     | 10 | 05 | 15 | 53:64   | -11       | 35     | 1. Runde (0:5 gegen Lichtenrader BC                                                                 | |
| 2003/04 | VI          | Landesliga (Staffel 1)            | 12/16    | 30     | 10 | 05 | 15 | 56:75   | -19       | 35     | Achtelfinale (1:4 gegen Hertha 03 Zehlendorf)                                                       | |
| 2004/05 | VI          | Landesliga (Staffel 2)            | 09/16    | 30     | 11 | 07 | 12 | 55:69   | -14       | 40     | 1. Runde (2:4 gegen CFC Hertha 06)                                                                  | |
| 2005/06 | VI          | Landesliga (Staffel 1) ▼          | 16/16    | 30     | 03 | 06 | 21 | 36:80   | -44       | 15     | 2. Runde (0:6 gegen Hertha 03 Zehlendorf)                                                           | Abstieg |
| 2006/07 | VII         | Bezirksliga (Staffel 2)           | 05/17    | 32     | 15 | 06 | 11 | 80:61   | +19       | 51     | 1. Runde (4:5 n. E. gegen SV Stern Britz)                                                           | |
| 2007/08 | VII         | Bezirksliga (Staffel 1)           | 08/16    | 30     | 11 | 08 | 11 | 47:54   | 0−7       | 41     | 3. Runde (1:4 gegen Türkiyemspor Berlin)                                                            | |
| 2008/09 | VIII        | Bezirksliga (Staffel 3)           | 08/16    | 30     | 12 | 06 | 12 | 59:65   | 0−6       | 42     | 3. Runde (1:3 gegen Frohnauer SC)                                                                   | Liga-System Umstrukturierung                                                                                       |
| 2009/10 | VIII        | Bezirksliga (Staffel 2)           | 03/16    | 30     | 15 | 07 | 08 | 94:50   | +44       | 52     | Qualifikation (0:2 gegen MSV Normannia 08)                                                          | |
| 2010/11 | VIII        | Bezirksliga (Staffel 2)           | 08/16    | 30     | 12 | 06 | 12 | 60:50   | +10       | 42     | 2. Runde (0:3 gegen VfB Hermsdorf)                                                                  | |
| 2011/12 | VIII        | Bezirksliga (Staffel 3)           | 05/16    | 30     | 15 | 03 | 12 | 66:46   | +20       | 48     | 2. Runde (2:4 gegen Eintracht Mahlsdorf)                                                            | |
| 2012/13 | VIII        | Bezirksliga (Staffel 2) ▲         | 01/16    | 30     | 24 | 03 | 03 | 109:370 | +72       | 75     | 2. Runde (1:7 gegen Tennis Borussia Berlin)                                                         | Aufstieg / Staffelmeister                                                                                          |
| 2013/14 | VII         | Landesliga (Staffel 2)            | 05/16    | 30     | 17 | 03 | 10 | 66:50   | +16       | 54     | 1. Runde (0:4 gegen SV Sparta Lichtenberg)                                                          | |
| 2014/15 | VII         | Landesliga (Staffel 2)            | 09/16    | 30     | 11 | 07 | 12 | 35:51   | -16       | 40     | 1. Runde (0:1 n. V. gegen FC Treptow)                                                               | |
| 2015/16 | VII         | Landesliga (Staffel 2) ▲          | 01/16    | 30     | 23 | 02 | 05 | 116:270 | +89       | 71     | Achtelfinale (2:4 gegen SC Staaken)                                                                 | Aufstieg / Staffelmeister                                                                                          |
| 2016/17 | VI          | Berlin-Liga                       | 07/18    | 34     | 15 | 08 | 11 | 75:52   | +23       | 53     | 3. Runde (0:3 gegen FC Viktoria 1889 Berlin)                                                        | |
| 2017/18 | VI          | Berlin-Liga ▲                     | 01/18    | 34     | 29 | 04 | 01 | 103:160 | +87       | 91     | 2. Runde (0:1 gegen Hertha 03 Zehlendorf)                                                           | Aufstieg / Staffelmeister                                                                                          |
| 2018/19 | V           | Oberliga Nordost (Staffel Nord)   | 06/16    | 30     | 13 | 05 | 12 | 58:39   | +19       | 44     | Viertelfinale (0:1 gegen BFC Dynamo)                                                                | |
| 2019/20 | V           | Oberliga Nordost (Staffel Nord)   | 07/16    | 18     | 06 | 06 | 06 | 25:25   | 0±0       | 24     | 2. Runde (0:1 gegen Berliner Athletik Klub 07)                                                      | Saison aufgrund der COVID-19-Pandemie vorzeitig abgebrochen; Platzierungen anhand der Quotientenregelung ermittelt |
| 2020/21 | V           | Oberliga Nordost (Staffel Nord)   | 09/16    | 09     | 03 | 04 | 02 | 11:7    | 0+4       | 13     | Abbruch des Pokalwettbewerbs in der 3. Runde aufgrund der COVID-19-Pandemie (gegen Lichtenrader BC) | Saison aufgrund der COVID-19-Pandemie vorzeitig abgebrochen; Platzierungen anhand der Quotientenregelung ermittelt |
| 2021/22 | V           | Oberliga Nordost (Staffel Nord)   | 05/19    | 31     | 19 | 03 | 09 | 64:41   | +23       | 01,94  | 3. Runde (1:2 gegen TSV Mariendorf 1897)                                                            | Saison aufgrund der COVID-19-Pandemie vorzeitig abgebrochen; Platzierungen anhand der Quotientenregelung ermittelt |
| 2022/23 | V           | Oberliga Nordost (Staffel Nord) ▼ | 07/18    | 34     | 14 | 06 | 14 | 59:60   | 0−1       | 48     | Achtelfinale (1:3 gegen CFC Hertha 06)                                                              | Mannschaft nach Saison freiwillig in die Berlin-Liga zurückgezogen                                                 |
| 2023/24 | VI          | Berlin-Liga ▼                     | 17/18    | 34     | 10 | 06 | 18 | 45:71   | −26       | 36     | 2. Runde (1:2 gegen SFC Stern 1900)                                                                 | |
| 2024/25 | VII         | Landesliga (Staffel 2)            |          |        |    |    |    |         |           |        | 2. Runde (0:1 gegen SV Lichtenberg 47)                                                              | |

### Frauen
In der Saison 2008/09 stellte der Verein erstmals eine Frauenmannschaft, die in der Bezirksliga startete und prompt aufstieg. Drei Jahre später gelang der Aufstieg in die viertklassige Verbandsliga Berlin. Dort wurde die Mannschaft auf Anhieb Meister, verzichtete jedoch auf den Aufstieg in die Regionalliga Nordost. 2014 konnten die Blau-Weißen ihren Verbandsligatitel verteidigen, verzichteten aber erneut auf den Aufstieg.
Auch im Berliner Pokal war Blau-Weiss in der Saison 2013/14 erfolgreich. Im Halbfinale traf die Mannschaft auf den Regionalligisten BSV Al-Dersimspor und gewann das Spiel nach Elfmeterschießen. Das Endspiel gegen den 1. FC Union Berlin ging mit 1:4 verloren. Da Union als Aufsteiger in die 2. Bundesliga bereits für den DFB-Pokal qualifiziert war, nahm Blau Weiss am DFB-Pokal 2014/15 teil. Dort traf die Mannschaft in der ersten Runde auf den Zweitligaaufsteiger Holstein Kiel und unterlag mit 1:5.

## Persönlichkeiten
- John Anthony Brooks, Bundesliga-Abwehrspieler, in der Jugend bei Blau Weiss
- Marco Gebhardt, Trainer, ehemaliger Bundesligaspieler
- Nico-Stéphàno Pellatz, Bundesliga-Torhüter, in der Jugend bei Blau Weiss
- Marco Sejna, ehemaliger Bundesliga-Torhüter, gehört noch zum Kader der Traditionsmannschaft von Blau-Weiß 90
- Niels Wienrich, Handballschiedsrichter